# Lista do Patrimônio Mundial na Jordânia
A Organização das Nações Unidas para a Educação, a Ciência e a Cultura (UNESCO) propôs um plano de proteção aos bens culturais do mundo, através do Comité sobre a Proteção do Património Mundial Cultural e Natural, aprovado em 1972. Esta é uma lista do Patrimônio Mundial existente na Jordânia, especificamente classificada pela UNESCO e elaborada de acordo com dez principais critérios cujos pontos são julgados por especialistas na área. A Jordânia, país que abriga uma relevante herança cultural árabe no Oriente Médio, ratificou a convenção em 5 de maio de 1975, tornando seus locais históricos elegíveis para inclusão na lista.
Os sítios Petra e Alcácer de Amira foram os primeiros locais da Jordânia incluídos na lista do Patrimônio Mundial da UNESCO por ocasião da 9ª Sessão do Comitè do Património Mundial, realizada em Paris (França) em 1985. Desde a mais recente adesão à lista, a Jordânia totaliza 7 sítios classificados como Patrimônio da Humanidade, sendo 6 deles de classificação Cultural e 1 de classificação Mista. 

## Bens culturais e naturais
A Jordânia conta atualmente com os seguintes lugares declarados como Patrimônio da Humanidade pela UNESCO:
| | Petra |
| Bem cultural inscrito em 1985. |       |
| Localização: Acaba |       |
| Situada entre o Mar Vermelho e o Mar Morto, esta cidade nabateia é habitada desde os tempos pré-históricos. Nos tempos antigos, era um importante entroncamento para as caravanas de comércio que viajavam entre Arábia, Egito, Síria e Fenícia. Parte escavada na rocha e parte construída em meio a um circo de montanhas entrecortadas por desfiladeiros e desfiladeiros, Petra é um dos sítios arqueológicos mais célebres do mundo, mesclando as influências das tradições do antigo Oriente e da arquitetura helenística. (UNESCO/BPI) |       |

| | Alcácer de Amira |
| Bem cultural inscrito em 195. |                  |
| Localização: Zarqa |                  |
| Construído no início do século VIII, este palácio do deserto particularmente bem preservado era uma fortaleza guarnecida e uma residência recreativa para os califas omíadas. O tribunal e os banhos de vapor (hammam) são decorados com ricas pinturas figurativas nas paredes que ilustram a arte secular da época. (UNESCO/BPI) |                  |

| | Umer Rasas (Castrom Mefaa) |
| Bem cultural inscrito em 2004. |                            |
| Localização: Madaba |                            |
| Este sítio arqueológico ainda não foi escavado em sua maior parte e possui vestígios que datam dos séculos III a IX, ou seja, dos tempos da dominação romana e bizantina e dos primeiros dias do Islã. No início foi um acampamento militar romano, cujo crescimento culminou na criação de uma cidade no século V. Umer Rasas também tem 16 templos cristãos com pavimentos de mosaico bem preservados, entre os quais se destaca a igreja de San Esteban. representações das cidades da região. Além disso, o local possui duas torres quadradas, que possivelmente são os únicos vestígios da prática ascética dos anacoretas estilitas – muito difundida nesses locais no passado – que consistia em se isolar do mundo exterior, instalando-se em cima de uma coluna ou torre. No próprio local e na sua envolvente existem abundantes vestígios de atividades agrícolas ancestrais. (UNESCO/BPI) |                            |

| | Área Protegida de Uádi de Rum |
| Bem cultural inscrito em 2011. |                               |
| Localização: Acaba |                               |
| O sítio de 74.000 hectares, listado como misto, está localizado no sul da Jordânia, perto da fronteira com a Arábia Saudita. Representa uma paisagem desértica variada, incluindo desfiladeiros estreitos, arcos naturais, falésias, rampas, construções naturais resultantes de deslizamentos de terra e cavernas. Os petroglifos, inscrições e vestígios arqueológicos no local testemunham 12.000 anos de ocupação humana e interação com o ambiente natural. A combinação de 25.000 gravuras rupestres com 20.000 inscrições traça a evolução do ser humano e o primeiro desenvolvimento do alfabeto. O site também ilustra a evolução da atividade urbana, agrícola e pecuária na região. (UNESCO/BPI) |                               |

| | Sítio Batismal de Betânia do Além-Jordão (Al-Maghtas) |
| Bem cultural inscrito em 2015. |                                                       |
| Localização: Balqa |                                                       |
| Localizado nas margens orientais do Jordão, nove quilômetros ao norte do Mar Morto, o sítio arqueológico inclui duas zonas arqueológicas principais, Tell Al-Kharrar, também conhecida como Jabal Mar Elias (a colina de Elias), e a área de as igrejas de São João Batista perto do Jordão. Este lugar, em plena natureza selvagem, é considerado segundo a tradição cristã o local provável do baptismo de Jesus de Nazaré por João Baptista. Os vestígios de origem romana e bizantina, como igrejas e capelas, um mosteiro, grutas que serviam de abrigo a eremitas e pias baptismais, atestam o valor religioso do local. O local é um destino de peregrinação para os cristãos. (UNESCO/BPI) |                                                       |

| | Salt - Local de tolerância e hospitalidade urbana |
| Bem cultural inscrito em 2021. |                                                   |
| Localização: Balqa |                                                   |
| A cidade de Salt, construída em três colinas espaçadas no planalto de Balqa, no centro-oeste da Jordânia, era um importante elo comercial entre os desertos oriental e ocidental. Durante os últimos 60 anos do período otomano, a região prosperou com a chegada e colonização de mercadores de Nablus, Síria e Líbano, que prosperaram no comércio, bancos e agricultura. Esse bem-estar atraiu artesãos habilidosos de diferentes partes da região, que trabalharam para transformar o modesto assentamento rural em uma cidade próspera, com um layout e arquitetura diferenciados, caracterizados por grandes prédios públicos e residências familiares construídas com o calcário amarelo local. O núcleo urbano inclui cerca de 650 edifícios históricos significativos que exibem uma mistura de estilos europeus Art Nouveau e neocoloniais combinados com tradições locais. O desenvolvimento da cidade, sem segregação, expressa a tolerância entre muçulmanos e cristãos, que desenvolveram tradições de hospitalidade evidenciadas nas madafas (hospedagens, conhecidas como dawaween) e no sistema de assistência social conhecido como Takaful Ijtimai'. Esses aspectos tangíveis e intangíveis surgiram através da fusão das tradições rurais e as práticas dos comerciantes burgueses durante a Idade de Ouro do desenvolvimento de Salt, entre as décadas de 1860 e 1920. (UNESCO/BPI) |                                                   |

| Antiga igreja cristã em Umm al-Jimāl. | Umm al-Jimāl |
| Antiga igreja cristã em Umm al-Jimāl. | Bem cultural inscrito em 2024. |
| Antiga igreja cristã em Umm al-Jimāl. | Localização: Mafraq |
| Antiga igreja cristã em Umm al-Jimāl. | A propriedade consiste em um assentamento rural no norte da Jordânia que se desenvolveu organicamente no local de um antigo povoado romano por volta do século V e funcionou até o fim do século VIII. A cidade preserva estruturas basálticas dos períodos bizantino e islâmico, que representam o estilo arquitetônico local da região de Haurã, com alguns edifícios militares romanos reutilizados pelos habitantes posteriores. O assentamento formou parte de uma paisagem agrícola maior que incluía um complexo aquífero de captação de água que sustentava a criação de gado e a agricultura. As primeiras estruturas descobertas nesse sítio datam do século I, quando a área formou parte do Império Nabateu. Uma rica epigrafia em grego, nabateu, safaítico, latim e árabe, descoberta no sítio e que abrange muitos séculos, permite uma noção de sua história e lança luz sobre as mudanças nas crenças religiosas de seus habitantes. (UNESCO/BPI) |

## Lista Indicativa
Em adição aos sítios inscritos na Lista do Patrimônio Mundial, os Estados-membros podem manter uma lista de sítios que pretendam nomear para a Lista de Patrimônio Mundial, sendo somente aceitas as candidaturas de locais que já constarem desta lista. Desde 2019, a Jordânia possui 14 locais na sua Lista Indicativa.
| Sítio | Imagem | Localização | Ano | Dados UNESCO | Descrição |
| ----- | ------ | ----------- | --- | ------------ | --------- |
|       |        |             |     |              |           |